# Михајло II Цариградски
Михајло II Куркуас (Оксеити) ( грч . Μιχαηλ Β΄ Κουρκουας), (? – после 1146.) је био источно-православни патријарх Константинопоља (јул 1143 – март 1146).
Почетком 1143. године патријарх Лав и цар Јован II Комнин умрли су у размаку од неколико месеци, што је донело период турбуленције у Византијској цркви. Јованов именовани наследник, његов син цар Манојло I Комнин стигао је у Цариград 27. јуна 1143, из Киликије где му је умро отац. Да би у потпуности осигурао свој положај као цара, Манојлo I је морао да организује крунисање. Међутим, да би то урадио, прво је требало да постави патријарха. Његов избор је пао на игумана манастира Оксеје, Михаила Куркуаса. Крунисање је обављено тек 28. новембра 1143. године, јер је патријарх Михајло II из непознатих разлога претио оставком.
Током свог мандата патријарх Михајло II је морао да се носи са високо политичким суђењем монаху по имену Нифон. Дана 22. фебруара 1144. патријарх Михајло II је осудио Нифона због подршке двојици кападокијских епископа који су оптужени за јерес и касније проглашени кривима за богомилске обичаје. Ово је забранило православним верницима да се друже са њим. Патријарх Михајло II је у марту 1146. поднео оставку да би се вратио у манастир Оксеју, највероватније због разочарања у цара.